# The Hanks
The Hanks sind eine US-amerikanische Rock-Band aus Los Angeles, Kalifornien. Der Musikstil lässt sich zwischen Alternative-Rock und Indie-Rock einordnen.

## Geschichte
Josh Grondin und Bryan Harris lernten sich an einem Internat im US-Bundesstaat Oregon kennen. Als die beiden nach Los Angeles zogen, lernten sie Philip Katz und Shane Mayo kennen. Die vier gründeten die Band The Hanks. Kurz darauf schloss sich Ben Welch der Gruppe an. Dessen hauptsächliche Aufmerksamkeit galt allerdings seiner Band Darci Cash, welcher auch Josh Grondin angehörte. Mit der Zeit gingen die beiden Musikgruppen öfter auf Tour, und so entschlossen sich die beiden Musiker ihre Aufmerksamkeit ihrem Hauptprojekt zu widmen und stiegen aus der jeweils anderen Band aus.
Ihr Debütalbum wurde im März 2005 unter dem Namen Your New Attraction veröffentlicht. Das Album erschien unter dem Musiklabel CaffeineTeen Records, welches The Hanks mitbegründeten und unter dem auch Darci Cash und The Absentee unter Vertrag standen. Am 26. September 2006 wurde Your New Attraction unter dem Label Cobra Music wiederveröffentlicht. Nebenbei produzierte die Band zwei EPs mit Liedern, die Grondin und Harris vor ihrem Umzug nach Los Angeles schrieben. 
Zunächst war eine weitere EP mit sechs Liedern geplant, die Band entschied sich jedoch ein ganzes Album zu produzieren. Dieses wurde am 6. März 2008 unter dem Titel Distance veröffentlicht und enthielt bei Vorbestellung über das Internet eine akustische Version des Titels Cinnamon Scars.
Am 31. Juli 2008 gab Philip Katz auf der MySpace-Seite der Band bekannt, dass er The Hanks verlassen wird, um in Los Angeles Musik zu unterrichten.

## Diskografie
- Your New Attraction (2005) (CaffeineTeen Records, später Cobra Music)
- Distance (2008)